# Avery (Teksas)
Avery – miasto w Stanach Zjednoczonych, w stanie Teksas, w hrabstwie Red River.